# Conus scalaris
Conus scalaris é uma espécie de gastrópode do gênero Conus, pertencente a família Conidae.